# Девгениево деяние
Девгениево деяние — древнерусское переложение, вероятно, XII—XIII века среднегреческой (византийской) поэмы X века «Дигенис Акрит» повествующей о подвигах легендарного героя-акрита Дигениса.

## Содержание
Сюжет поэмы представляет собой эпическое повествование о героической борьбе греков-византийцев с сарацинами, а также рассказ о подвигах Дигениса Акрита. Сам образ Девгения (то есть «дважды рождённого»; сына гречанки и арабского эмира) олицетворяет собой представление об идеальном герое, характерное для Средневековья. Стилистика текста сочетает в себе черты устной поэтической традиции и воинских повестей Киевской Руси.

## Текстология
Поэма известна в трёх списках XVII—XVIII веков под названиями «Деяние прежних времен храбрых человек», «О дерзости и о храбрости и о бодрости прекрасного Девгения» и «Житие Девгения».
Одна из редакций перевода, восходящая в XVI веку, входила в состав погибшего во время Отечественной войны 1812 года Мусин-Пушкинского сборника вместе со знаменитым «Словом о полку Игореве» и была переписана тем же писцом. Отрывки этой редакции известны по «Истории государства Российского» Н. М. Карамзина.
В. Ф. Миллер отмечал близость по лексике и системе образов между Девгениевым деянием и Словом о полку Игореве, поскольку в обоих памятниках прославляется мужество и приводится описание битв, вещие сны предрекают будущие события, присутствует насыщенное описание природы. Авторы произведений используют поэтические средства сравнения и уподобления: воины — ястребы, вороны, соколы, а герои — солнце. Также Миллер указывал на родство обоих повествования в присутствии высказываний и восклицаний героев, а в нежности, пронизывающей женские образы, находит отголоски книжной сентиментальности Византии. Также он считал «Дегениево деяние» болгарским, а не русским переводом. В то же время Е. В. Барсов в противовес Миллеру выдвинул гипотезу о существовании близкого к греческому тексту русского перевода, который попав на Русь был переработан и сокращён. Он полагал, что перевод был сделан не раньше XIII века и отсюда делал вывод, что стиль «Слова о полку Игореве» повлиял на «Девгениево деяние».
В свою очередь М. Н. Сперанский провёл сопоставление «Девгениева деяния» с современными ему литературными памятниками — «Историей иудейской войны» Иосифа Флавия, Ипатьевской летописью и «Словом о полку Игореве» на предмет лексики и фразеологии. Итогом этого исследования явилось установление близости используемых языковых средств. Например, в «Девгенивом деянии» и «Слове о полку Игореве» имеет место одинаковый тип сравнений, употребляются подобные эпитеты, используются одни и те же слова: «жемчуг», «живот» («жизнь»), «иноходый» — «иноходец», «кликнуть», «кожух», «кмети», «пардус», «поскочити», «рыкати», эпитет «милый» и т. д.